# تپه چشمه لیلی
تپه چشمه لیلی مربوط به عصر آهن - دوره اشکانیان - دوره ساسانیان است و در شهرستان خرم آّباد، بخش چغلوندی، دهستان بیرانوند شمالی، منطقه مله تخت آبسرده واقع شده و این اثر در تاریخ ۲۸ اسفند ۱۳۸۵ با شمارهٔ ثبت ۱۸۵۶۲ به‌عنوان یکی از آثار ملی ایران به ثبت رسیده است.